# Sha Money XL
Sha Money XL, pseudonimo di Micheal Jean Clevorix (New York, 11 febbraio 1976), è un produttore discografico e disc jockey statunitense.
La sua carriera è legata indissolubilmente al rapper newyorkese 50 Cent e alla G-Unit.

## Carriera
Inizia la sua carriera da producer sotto l'ala di Jam Master Jay, storico componente dei Run DMC, durante questo periodo scopre il rapper 50 Cent.
Dopo un tirocinio in Def Jam Recordings, Sha Money fonda la propria etichetta indipendente la Teamwork Music Inc., firmando 50 Cent, Lloyd Banks e Tony Yayo che in quel momento non riuscivano a trovare un'etichetta che li firmasse per via delle diatribe di 50 Cent con Kenneth "Supreme" McGriff, signore della droga nel Queens, e Ja Rule.
Sotto Sha Money XL entrò nella G-Unit, suo cugino, DJ Whoo Kid  e insieme, rivoluzionando il concetto di mixtape, conquistarono il mercato nero della musica newyorkese tanto da attirare l'attenzione di Eminem e Dr.Dre
Dopo la firma in Interscope di 50 Cent nel 2003 e la conseguente creazione della G-Unit Records, Sha Money ne diventò presidente dell'etichetta fino al 2007.
In seguito a degli scontri con 50 Cent e la loro successiva separazione tornò in Def Jam.
Dal 2015 è un dirigente della Epic Records.